# Vaccí contra l'hepatitis B
El vaccí contra l'hepatitis B o vacuna contra l'hepatitis B és una vacuna que impedeix el desenvolupament de l'hepatitis B. La primera dosi és recomanada durant les primeres 24 hores després del naixement amb dues o tres dosis més cada quatre setmanes. El vaccí es pot administrar també als nounats que presentin un sistema immunitari debilitat com ara els pacients amb sida/VIH i a aquells nascuts prematurament. En persones sanes la immunització rutinària resulta en més d'un 95% de persones protegides.
En persones amb un alt risc d'infecció es recomana fer una anàlisi de sang per verificar que el vaccí ha provocat la resposta immunitària esperada. Es poden necessitar dosis addicionals en persones amb un sistema immunitari debilitat però no són necessàries per a la majoria de persones. Per a aquells qui hagin estat exposats al virus de l'hepatitis B però no hagin estat immunitzats prèviament, a més del vaccí, es recomana subministrar-los immunoglobulina de l'hepatitis B. El vaccí és administrat mitjançant injecció intramuscular.
Els efectes secundaris seriosos del vaccí de l'hepatitis B són molt estranys. El dolor pot aparèixer al lloc de la injecció. El seu ús és segur durant l'embaràs i la lactància. El vaccí no ha estat vinculat a la síndrome de Guillain-Barré. Els vaccins actuals són produïts amb tècniques d'ADN recombinant. Es troba disponible sol o en combinació amb altres vaccins.
El primer vaccí de l'hepatitis B va ser aprovat als Estats Units l'any 1981. Una versió més segura va arribar al mercat l'any 1986. Es troba en la llista model de Medicaments essencials de l'Organització Mundial de la Salut, que conté la majoria de medicaments importants necessaris en un sistema sanitari bàsic. L'any 2014, el cost majorista era de 0,58 a 13,20 dòlars EUA per dosi.

## Usos mèdics
Els infants nascuts de mares infectades amb el VHB són vaccinats amb el vaccí de l'hepatitis B i també se'ls injecta immunoglobulina de l'hepatitis B (HBIg).
Actualment, molts de països vaccinen de forma rutinària els infants contra l'hepatitis B. En països amb índexs alts d'infeccions d'hepatitis B, la vaccinació de nadons, a més de reduir el risc d'infecció, també ha reduït notablement la incidència de càncer de fetge. Aquest fet va ser observat a Taiwan on la implementació d'un programa de vaccinació contra l'hepatitis B arreu del país l'any 1984 va ser associat amb una decadència en la incidència del carcinoma hepatocel·lular infantil.
En el Regne Unit, el vaccí s'ofereix als homes que tenen relacions sexuals amb altres homes, normalment com a part del programa de salut per aquest col·lectiu. Un programa similar es troba en funcionament també a Irlanda.
En moltes àrees, la vaccinació en contra de l'hepatitis B és també requerida pel personal sanitari i de laboratori.
Els Centres per al Control i Prevenció de Malalties estatunidencs han recomanat la vaccinació contra l'hepatitis B per als pacients amb diabetis mellitus.

### Efectivitat
Després de rebre les tres dosis de vaccinació, es pot fer una anàlisi de sang en un interval d'1 a 4 mesos per establir si hi ha hagut una resposta adequada, la qual és definida per uns nivells d'anticòs antigen de superfície de l'hepatitis B (HBsAg) superiors a 100 mIU/mL. Aquesta resposta completa ocorre aproximadament en un 85 a 90 per cent dels individus.
Uns nivells d'anticòs d'entre 10 i 100 mIU/mL indiquen una resposta feble, i aquestes persones haurien de rebre el que s'anomena una dosi de record després de l'anàlisi, però no necessiten una segona analítica de sang.
Aquelles persones que manquen una resposta adequada (HBsAg<10 mIU/mL) s'haurien de fer una prova per excloure que hagin patit o estiguin patint una infecció d'hepatitis B, repetir el procés de tres dosis de vaccinació, i repetir l'anàlisi de sang al cap d'1 a 4 mesos després de la segona dosi de vaccinació. A aquells qui, fins i tot després de la segona dosi, no responen, se'ls pot administrar el vaccí de manera intradèrmica, el vaccí de dosi alta o una dosi que combini el vaccí de l'hepatitis A i l'hepatitis B. Aquells qui encara no responguin al vaccí, necessitaran ser administrats immunoglobulina de l'hepatitis B (HBIG) si en el futur són exposats al virus de l'hepatitis B.
Les respostes fallides són majoritàriament associades amb una edat superior als quaranta anys, a l'obesitat, a l'hàbit tabàquic, i a l'alcoholisme, especialment si els pacients presenten alguna malaltia del fetge avançada. Els pacients amb un sistema immunitari debilitat o en tractament de diàlisi renal poden respondre menys adequadament i requerir dosis més grans o més freqüents del vaccí. Com a mínim un estudi suggereix que la vaccinació contra l'hepatitis B és menys eficaç en pacients amb VIH.

### Durada de la protecció
Es creu que el vaccí de l'hepatitis B proporciona protecció indefinida. Tanmateix, anteriorment es va creure i suggerir que la vaccinació només proporcionava una protecció eficaç durant un període de cinc a set anys, però amb posterioritat s'ha observat que la immunitat de llarg termini deriva de la memòria immunològica que perdura més enllà de la pèrdua de nivells d'anticòs i per això les posteriors anàlisis i l'administració de dosis de record no són requerides en individus immunocompetents vaccinats amb èxit. Per això amb el pas del temps i amb una experiència més llarga, s'ha demostrat que la protecció dura com a mínim 25 anys en aquells qui van mostrar una resposta inicial adequada al primer procés de vaccinació. Les directrius del Regne Unit suggereixen que per aquells qui presenten una resposta inicial adequada però requereixen protecció continuada, com ara els treballadors sanitaris, una sola dosi de record allarga la protecció durant 5 anys.

## Efectes secundaris
Diversos estudis han cercat una correlació significativa entre el vaccí recombinant de l'hepatitis B i l'esclerosi múltiple en adults. La majoria d'estudis científics no donen suport a una relació causal entre la vaccinació contra l'hepatitis B i les malalties desmielanitzants com ara l'esclerosi múltiple. L'any 2004 un estudi va informar d'un augment significatiu del risc de desenvolupar EM durant els tres primers anys després de la vaccinació. Alguns d'aquests estudis van ser criticats degut als seus problemes metodològics. Aquesta controvèrsia va crear una mala reputació pública sobre la vaccinació de l'hepatitis B, que va romandre baixa en  la mainada de diversos països. L'any 2006 un estudi va concloure que no havia proves que donessin suport a una associació entre la vaccinació contra l'hepatitis B i la síndrome de la mort sobtada infantil, la síndrome de fatiga crònica, o l'esclerosi múltiple. L'any 2007 un estudi va observar que la vaccinació no sembla augmentar el risc d'un primer episodi d'esclerosi múltiple durant la infantesa.
L'Organització Mundial de la Salut recomana un vaccí pentavalent, combinant els vaccins en contra de la diftèria, el tètanus, la tos ferina i la Haemophilus influenzae tipus B amb el vaccí contra de l'hepatitis B. Tanmateix, encara no hi ha proves suficients sobre quina eficàcia relativa té el vaccí pentavalent en relació als vaccins individuals.

## Utilització
A continuació hi ha una llista de països de la OCDE segons el percentatge d'infants que reben tres dosis del vaccí de l'hepatitis B publicat per l'Organització Mundial de la Salut l'any 2014.
| Posició | País                                                                           | Índex de vaccinació de l'hepatitis B |
| ------- | ------------------------------------------------------------------------------ | ------------------------------------ |
| 1=      | República Txeca«Hepatitis B (HepB3) Data by country». [Consulta: 8 juny 2016]. | 99%                                  |
| 1=      | Corea del Sud                                                                  | 99%                                  |
| 3=      | Bèlgica                                                                        | 98%                                  |
| 3=      | Portugal                                                                       | 98%                                  |
| 5=      | Israel                                                                         | 97%                                  |
| 5=      | Eslovàquia                                                                     | 97%                                  |
| 7=      | Grècia                                                                         | 96%                                  |
| 7=      | Polònia                                                                        | 96%                                  |
| 7=      | Espanya                                                                        | 96%                                  |
| 7=      | Turquia                                                                        | 96%                                  |
| 11=     | Irlanda                                                                        | 95%                                  |
| 11=     | Netherlands                                                                    | 95%                                  |
| 13=     | Itàlia                                                                         | 94%                                  |
| 13=     | Luxemburg                                                                      | 94%                                  |
| 15=     | Estònia                                                                        | 93%                                  |
| 15=     | Nova Zelanda                                                                   | 93%                                  |
| 17      | Austràlia                                                                      | 91%                                  |
| 18      | Estats Units                                                                   | 90%                                  |
| 19      | Alemanya                                                                       | 87%                                  |
| 20      | Mèxic                                                                          | 84%                                  |
| 21      | Àustria                                                                        | 83%                                  |
| 22      | França                                                                         | 82%                                  |
| 23      | Canadà                                                                         | 75%                                  |
| 24      | Suècia                                                                         | 42%                                  |

## Història
La camí cap al vaccí contra l'hepatitis B va començar l'any 1963 quan el metge i genetista americà Baruch Blumberg va descobrir el que va anomenar «antigen d'Austràlia» (ara anomenat HBsAg) en el sèrum d'un aborigen australià. L'any 1968, el viròleg Alfred Prince va descobrir que aquesta proteïna forma part del virus que causa «hepatitis sèrica» (hepatitis B). El microbiòleg i actinòleg estatunidencMaurice Hilleman, que treballava a l'empresa Merck, va utilitzar tres tractaments (pepsina, urea i formaldehid) de sèrum de sang juntament amb una filtració rigorosa per obtenir un producte que podria ser utilitzat com a vaccí segur. Hilleman es va plantejar que podia crear un vaccí contra el virus de l'hepatitis B a través de la injecció d' HBsAg als pacients. En teoria, aquest mètode seria molt segur, degut al fet que aquestes proteïnes de superfície sobrants no contenen ADN viral infecciós. El sistema immunitari, en reconèixer les proteïnes de superfície com cossos estranys, fabricaria anticossos especialitzats, encarregats d'unir-se i destruir aquestes proteïnes. Llavors, en el futur, si el pacient s'infectés amb el virus de l'hepatitis B, el sistema immunitari podria alliberar els anticossos protectors amb rapidesa, destruint els virus abans que pogués fer gaire mal.
Hilleman va recollir sang d'homes gai i usuaris de drogues intravenoses —grups de risc en el cas de l'hepatitis vírica. Això va ocórrer a la darreria de la dècada de 1970, quan el virus de la immunodeficiència humana (VIH) encara era desconegut. A més del HBsAg desitjat, les mostres de sang probablement també contenien VIH. Hilleman va dissenyar un procés d'etapes múltiples per purificar aquesta sang de manera que només l'HBsAg romania. Qualsevol virus era matat durant aquest procés, i Hilleman estava convençut que el vaccí era segur.
Les primeres proves a gran escala per al vaccí derivat de la sang es van fer en homes gai, d'acord amb la seva situació d'alt risc. Més tard, el vaccí de Hilleman va ser falsament culpat estendre l'epidèmia de la sida. Però, tot i que el vaccí de sang purificada semblava qüestionable, es va determinar que de fet estava lliure de VIH. El procés de purificació havia destruït tots els virus —incloent-hi VIH. El vaccí va ser aprovat l'any 1981.
El vaccí contra l'hepatitis B derivada de la sang va ser retirada l'any 1986 quan Pablo DT Valenzuela, director de Recerca de Chiron Empresa, va aconseguir produir l'antigen en llevat i va inventar així el primer vaccí recombinant del món. El vaccí recombinant va ser desenvolupat inserint el gen del VHB que codifica la proteïna de superfície al llevat Saccharomyces cerevisiae. Això permet al llevat produir només el proteïna de superfície no contagiosa, sense qualsevol perill d'introduir ADN viral al producte final. Aquest és el vaccí que encara es fa servir avui.

L'any 1976, Blumberg va ser guardonat amb el premi Nobel de Medicina o Fisiologia per la seva feina sobre l'hepatitis B (compartit amb Daniel Carleton Gajdusek per la seva feina sobre el kuru). L'any 2002, Blumberg va publicar un llibre, Hepatitis B: The Hunt for a Killer Virus. En el llibre, segons Paul A. Offit— biògraf de Hilleman i un acomplert actinòleg ell mateix— Blumberg... 
... va reclamar que el vaccí contra l'hepatitis B era la seva invenció. Maurice Hilleman és esmentat un cop.... Blumberg no va esmentar que fos Hilleman qui havia descobert com inactivar el virus de l'hepatitis B, com matar tots altres possibles virus contaminants, com eliminar completament totes les altres proteïnes trobades en la sang humana, i com fer tot això retenint la integritat estructural de la proteïna de superfície. Blumberg havia identificat l'antigen d'Austràlia, un primer pas important. Però tots els altres passos, crítics per a fer un vaccí, van ser invenció de Hilleman. Més tard, Hilleman va esmentar, "crec que [Blumberg] mereix molt crèdit, però ell no vol donar crèdit a ningú altre."

## Fabricació
El vaccí conté una de les proteïnes d'encapsulació virals, l'antigen de superfície de l'hepatitis B (HBsAg). Actualment és produït per cèl·lules de llevat, a les quals s'ha inserit el codi genètic per l'HBsAg. Després de la vaccinació un anticòs de HBsAg és produït pel sistema immunitari i pot ser detectat en el torrent sanguini. L'anticòs és anomenat anti-HBs. Aquest anticòs i la memòria del sistema immunitari proporcionen immunitat a la infecció del VHB.

## Recerca
Els vaccins injectables contra l'hepatitis B requereixen processos de producció cars i refrigeració, fet que pot dificultar-ne l'accés en països en desenvolupament. Com a resultat, s'ha estat treballant en dissenyar plantes capaces de produir els ingredients necessaris per fer els vaccins de manera que les persones puguin menjar aquestes plantes per tal de rebre el vaccí. Patates, plàtans, enciam, pastanagues i el tabac són algunes de les plantes que són modificades genèticament per produir els ingredients del vaccí contra l'hepatitis B.
El procés de modificar plantes genèticament produir el vaccí inclou extreure el gen que codifica l'antigen de superfície de l'hepatitis B del genoma del VHB, i inserir-lo en un plasmidi bacterià. Els bacteris llavors infecten una planta, la qual produirà els antígens de superfície. Quan un ésser humà mengi la planta, el seu cos serà estimulat per causar una resposta immunitària i produir l'anticòs contra els antígens de superfície. Tot i que existeixen preocupacions sobre com millorar l'eficàcia de vaccins comestibles, controlar la dosi del vaccí en cada planta, i assignar la terra feta servir per aquest procés, els científics consideren aquest mètode prometedor per a la vaccinació en àrees subdesenvolupades del món.